# Moirey-Flabas-Crépion
Moirey-Flabas-Crépion – miejscowość i gmina we Francji, w regionie Grand Est, w departamencie Moza.
Według danych na rok 1990 gminę zamieszkiwało 108 osób, a gęstość zaludnienia wynosiła 7 osób/km² (wśród 2335 gmin Lotaryngii Moirey-Flabas-Crépion plasuje się na 937. miejscu pod względem liczby ludności, natomiast pod względem powierzchni na miejscu 324.).